# The Monsterican Dream
The Monsterician Dream drugi je studijski album finskog hard rock/heavy metal sastava Lordi. Album je 14. travnja 2004. godine objavila diskografska kuća Drakkar Records.
Na albumu se nalazi i glazbeni spot za pjesmu "Blood Red Sandman".

## Popis pjesama
| 1.    | »Threatical Trailer«                     | Mr. Lordi        | Mr. Lordi, Kita             | 1:09 |
| 2.    | »Bring It On (The Raging Hounds Return)« | Mr. Lordi        | Mr. Lordi                   | 4:35 |
| 3.    | »Blood Red Sandman«                      | Mr. Lordi        | Mr. Lordi                   | 4:03 |
| 4.    | »My Heaven Is Your Hell«                 | Mr. Lordi        | Mr. Lordi                   | 3:41 |
| 5.    | »Pet the Destroyer«                      | Mr. Lordi, Kita  | Kita                        | 3:51 |
| 6.    | »The Children of the Night«              | Mr. Lordi        | Mr. Lordi                   | 3:45 |
| 7.    | »Wake the Snake«                         | Mr. Lordi        | Mr. Lordi                   | 3:47 |
| 8.    | »Shotgun Divorce«                        | Mr. Lordi        | Mr. Lordi                   | 4:42 |
| 9.    | »Forsaken Fashion Dolls«                 | Mr. Lordi, Amen  | Mr. Lordi, Amen             | 3:43 |
| 10.   | »Haunted Town«                           | Mr. Lordi, Kita  | Kita                        | 3:13 |
| 11.   | »Fire in the Hole«                       | Mr. Lordi        | Mr. Lordi                   | 3:28 |
| 12.   | »Magistra Nocte« (instrumental)          |                  | Enary                       | 1:33 |
| 13.   | »Kalmageddon«                            | Mr. Lordi, Kalma | Kalma, Mr. Lordi, P.K. Hell | 4:33 |
| 46:03 |                                          |                  |                             |      |

## Osoblje
| Lordi - Lordi — vokali, programiranje, naslovnica, ilustracije, omot albuma - Amen — gitara, prateći vokali - Enary — klavijature, prateći vokali - Kita — bubnjevi, prateći vokali, snimanje - Kalma — bas-gitara, prateći vokali, snimanje | Dodatni glazbenici - Hiili Hiilesmaa — programiranje, produkcija, snimanje, miksanje Ostalo osoblje - Mika Jussila — mastering - Juha Heininen — snimanje - Lipp — snimanje - Petri Haggrén — fotografija |